# 喜連川城
大蔵ヶ崎城（おおくらがさきじょう）または喜連川城（きつれがわじょう）は、栃木県さくら市喜連川にあった日本の城。蔵ヶ崎城（倉ヶ崎城）とも。

## 概要
喜連川丘陵の小高い山（お丸山）の頂上に建つ連郭式の山城であった。現在は堀や郭跡が残っている。

### 歴史
平安時代末期、塩谷五郎惟広により築城された。
惟広は源平合戦（治承・寿永の乱）において源氏側で参戦し、元暦元年（1184年）2月の一ノ谷の戦いや文治元年（1185年）2月の屋島の戦いで戦功があり、塩谷氏の所領であった塩谷荘のうち現在の喜連川付近（当時は来連川）に相当する三千町の領地を与えられた。
文治2年（1186年）に惟広は大蔵ヶ崎城を築き、また土地の名を喜連川に改める。これをもって惟広は喜連川塩谷氏の始祖とされる。
喜連川塩谷氏の血筋は4代で絶えたものの、同族の藤姓塩谷氏から養子を迎え入れ、塩谷氏の支配は合計17代400年に及んだ。
戦国時代に入ると、塩谷氏は同族の宇都宮氏から離反と帰参を繰り返し、また一族の内紛などもあり衰退した。そして17代・塩谷惟久が、豊臣秀吉による小田原征伐の際に遅参したとして改易される（秀吉の怒りを恐れた惟久が出奔したとする伝承もあり、城址に立つ案内板にはその旨が記載されている）。
小田原征伐後には関東公方系足利氏の後裔が入封することとなる。関東足利氏は戦国期には古河公方家と小弓公方家に分裂し、既に衰退していたが、名族である足利氏の断絶を惜しんだ豊臣秀吉が、男子の絶えた古河公方家の足利氏姫を小弓公方足利頼純の子である足利国朝に娶わせ（元城主・塩谷惟久の正室でのち秀吉の側室となる嶋子（島子）が国朝の姉であり、嶋子がこれを取り成したとされる）、喜連川3500石を与えられる。
その後、文禄の役従軍中に急死した国朝から家督を継いだ頼氏が氏姫と再婚して喜連川姓を称し、関ヶ原の戦い後に徳川家康から1000石を加増され喜連川藩を立藩した。合計4500石程度に過ぎなかった喜連川家が大名とされること自体が破格であったが、足利氏後裔という家柄が徳川家にも重んじられ、10万石格の格式が与えられたほか、参勤交代義務の免除など様々な特権があった。
この頼氏の代に城下が整備され、山城である喜連川城に代わって、現在のさくら市喜連川庁舎付近に喜連川陣屋が建てられ、以後はこちらを藩庁とした。
喜連川家の支配は280年間、幕末まで続き、明治時代の1870年（明治3年）、廃藩置県に先立って喜連川藩は封土を新政府に奉還、喜連川城も廃城となった。

## お丸山公園
廃城後の城跡は喜連川町（当時）によってお丸山公園として整備され、喜連川地区のシンボルとして観光拠点となっていた。城の遺構としては一の堀、二の堀、三の堀、四の堀の空堀や、土塁などが残されていた。
公園の敷地や斜面には300本の桜、フィールドアスレチック、文学の道があり、春は花見の名所となっていた。山頂には高さ49.5メートルの喜連川スカイタワーがあり、栃木県北部の山々などの景観を見渡すことができた。タワーは公園のシンボルでもあり、気象条件によっては富士山を見ることもできたという。城址周辺の一帯は喜連川温泉となっており、お丸山の山頂にも温泉施設「老人福祉センター 喜連川城」があった。市街地から山頂へのアクセス手段としては、東日本初を公称する、延長168.5メートルの大型斜行エレベーター「シャトルエレベーター」が設置されていた。
2011年3月11日には東日本大震災による被災で敷地内に700メートルにわたる大規模な亀裂が生じたほか、公園内の各種施設が損壊したため、周辺への避難勧告が出され、お丸山公園への立ち入りも禁止された。復旧の完了が2年後の2013年3月の見込みであるとされる中、震災から半年後の2011年9月22日には平成23年台風第15号による風雨で土塁が幅70メートル、長さ約140メートルの土砂崩れが発生し、民家を巻き込む被害が生じた。こうした中で公園自体の存廃も議論の争点となった。
2013年3月には土地部分の復旧工事が終了したが、損傷が激しく復旧にあたり多額の費用計上を必要とするスカイタワーなどの施設は再開の見通しが立たされていない。